# شورش کردها در ایران (۱۳۵۹–۱۳۵۷)
شورش کُردها در ایران در اواخر اسفند سال ۱۳۵۷ به وقوع پیوست. این شورش به تلاش برخی احزاب و گروه‌های کُرد خصوصاً حزب دموکرات کردستان در ایران، غالباً در بخش‌های سُنّی مذهب علیه نظام جمهوری اسلامی اشاره دارد.

## پیش زمینه
در ابتدا با شروع درگیری‌ها در مریوان و سنندج، جنبش‌های کُرد اعلام کردند که در تلاش برای همراهی با حاکمیت جدید ایران، به دنبال تأکید بر «هویت اسلامی» خود و به دنبال زمینه‌های مشترک با نظام جمهوری اسلامی ایران هستند. حزب دموکرات کردستان ایران حتی به‌طور خلاصه خود را به عنوان سازمان «غیر جدایی طلب» معرفی کرد و از کسانی که خواهان استقلال بودند انتقاد می‌کرد، اما با این حال خواستار استقلال سیاسی بود. در مقابل نظر نظام جمهوری اسلامی ایران این بود که هدف این احزاب، جدایی طلبی است.

## نگرش‌ها
با اینکه برخی کُردهای شیعه و برخی از رهبران قبایل سنی مذهب به سمت دولت جمهوری اسلامی گرایش پیدا کرده بودند، ولی «چپ گرایان سنی کُرد»، در محاصره، پروژهٔ ملی‌گرایی را در استان کُردستان ادامه دادند. نظر بعضی کُردهای شیعه در جنوب سنندج و استان کرمانشاه و استان ایلام با کُردهای اهل سنت و سکولار متفاوت بود.
در آن زمان، فدائیان خلق و حکومت عراق که خواستار تضعیف قدرت روحانیون در تهران بودند، با رهبران کُرد که زیر پرچم حزب دموکرات کردستان ایران همکاری می‌کردند، کمک کردند. سیاست و مَشی عبدالرحمان قاسملو سرانجام موجب شد تا غنی بلوریان و ۶ تن از رهبران حزب دموکرات کردستان ایران از این حزب جدا شوند. آن‌ها همچنین قاسملو را برای کمک گرفتن از بغداد در زمانی که خطر فزاینده‌ای برای ایران وجود داشته، محکوم کردند.

## درگیری
در حالی که در ابتدا شبه نظامیان تجزیه طلب کُرد، در درجه اول از حزب دموکرات کردستان ایران، برخی از دستاوردهای ارضی در منطقه مهاباد را ساخته و نیروهای جمهوری‌اسلامی را از منطقه بیرون راندند و برخی از نیروهای نظامی جمهوری‌اسلامی را کشتند، یک حملهٔ در مقیاس بزرگ در بهار سال ۱۳۵۹ توسط سپاه پاسداران، این دوره از جنگ را معکوس کرد.

### لبیک قاسملو و حمایت از خمینی
عبدالرحمان قاسملو رهبر پیشین حزب دموکرات کردستان ایران، در جریانِ انقلاب سال ۱۳۵۷، ابتدا از این انقلاب و رهبر انقلاب یعنی سید روح‌الله خمینی حمایت می‌کرد. در همان سال در روزنامه‌های ایران، عکس‌هایی با عنوان «لبیک قاسملو به امام خمینی» چاپ شد. فایلی صوتی مربوط به سال ۱۳۵۷ که به همین نام (لبیک قاسملو به خمینی) از وی منتشر شده است. همچنین نامه‌هایی از قاسملو به خمینی هم در سال‌های اخیر، رسانه‌ای شده است.

### جنگ نقده
یکی از مهم‌ترین وقایعی که بعد از وقوع انقلاب سال ۵۷ در غرب ایران به‌وقوع پیوست، جنگ نقده بود. ریشه این جنگ به اختلافات بین حزب تجزیه طلب دموکرات کردستان و حکومت تازه‌کار جمهوری اسلامی ایران بر سر میزان اختیارات دولت مرکزی در اداره مناطق کرد زبان در غرب و کردستان ایران بود. مدتی بعد از سرنگونی حکومت پهلوی و روی کار آمدن دولت موقت در تهران، عبدالرحمان قاسملو دبیرکل حزب دموکرات کردستان خواهان خودمختاری مناطق کُرد زبان و استقلال در امور داخلی مناطق کردنشین شد و سپس با مخالفت‌های متعدد از سوی دولت مرکزی، نیروهای حزب دموکرات چندین پادگان در آذربایجان غربی و کردستان را به تصرف خود درآوردند.در ادامه کشاکش احزاب کرد و حکومت تازه‌کار در تاریخ ۳۱ فروردین سال ۱۳۵۸ حزب دموکرات در ادامه گردهمایی‌های سیاسی‌اش که به تازگی در سنندج و مهاباد نیز برگزار کرده بود اعلام کرد که تصمیم دارد یک گردهمایی سیاسی نیز در شهر نقده که شهری با اکثریت ترک‌زبان بود برگزار کند. با وجود مخالفت بزرگان ترک و حتی کرد شهر نقده از جمله امام جمعه اهل سنت و امام جمعه اهل تشیع شهر با برگزاری این گردهمایی در بخش‌های ترک‌زبان شهر و پیشنهاد محل دیگری در بخش‌های کردنشین نقده، این گردهمایی در ورزشگاه فوتبال کاویان شهر نقده برگزار شد.به گواه شاهدان درحالی که گردهمایی در حال شروع بود از بیرون از ورزشگاه صدای شلیک چند تیرهوایی شنیده شده و به دنبال نگرانی‌ها و ناآرامی‌های به پا شده در ورزشگاه، مشارکت‌کنندگان در مراسم برای فرار به سمت درهای استادیوم یورش بردند و ظرف چند ساعت آشوب و درگیری به خیابان‌ها و میدان‌های شهر نقده کشیده شد. در یک سوی این جنگ شهری حزب دموکرات قرار داشت و در سوی دیگر آن مخالفان این حزب و حامیان حکومت ایران حضور داشتند. در نهایت بعد از سه روز درگیری میان طرفین و امضای صلح‌نامه‌ای، نیروهای مسلح شهر را ترک کردند و سپس با ورود نیروهای ارتش به این شهر، جنگ نقده به پایان رسید.جنگ سه روزه نقده که موجب کشته شدن ده‌ها نفر و آوارگی صدها تن از مردم این شهر شده بود، به نوعی نخستین رویارویی جدی احزاب تجزیه طلب کرد با حکومت مرکزی ایران بود که بعدها در دیگر مناطق دارای جمعیت کرد در غرب ایران نیز ادامه یافت و موجب کشتار بسیاری از افراد غیرنظامی و مهاجرت اهالی بومی به استان‌های دیگر و حتی خارج از ایران شد.تاکنون هیچ‌کدام از طرفین ماجرا که در شروع یا ادامه جنگ خونین نقده و عواقب آن تصمیم‌گیرنده بودند مسئولیت آن یا بخشی از آن را بر عهده نگرفته و حاکمیت ایران نیز در صدد جبران خسارات و دلجویی از شهروندان و خانواده‌های کشته‌شدگان این جنگ سه روزه بر نیامده است.
بعد از جنگ درگیری‌های میان احزاب تجزیه طلب کرد و حکومت مرکزی در نقاط مختلف استان‌های آذربایجان غربی، کردستان تداوم میابد. پس از آن روح‌الله خمینی رهبر جمهوری اسلامی در تابستان همین سال در رابطه با جنگ کردستان فرمانی را صادر می‌کند.
- بخشی از فرمان خمینی در ۲۷ مرداد ۵۸ در صدور حکم حمله به کردستان:

از اطراف ایران گروه‌های مختلف ارتش و پاسداران و مردم غیرتمند تقاضا کرده‌اند من دستور بدهم به سوی پاوه رفته، غائله را ختم کنند. من از آنان تشکر می‌کنم و به دولت و ارتش و ژاندارمری اخطار می‌کنم، اگر با توپ‌ها و تانک‌ها و قوای مسلح تا ۲۴ ساعت دیگر حرکت به سوی پاوه نشود، من همه را مسئول می‌دانم.
در بعد از ظهر آن روز خمینی در جمع نمایندگان مجلس خبرگان قانون اساسی در قم، دربارهٔ درخواست مردم کردستان برای خودگردانی چنین گفت:
... مرزها را آزاد کردند، قلم‌ها را آزاد کردند، گفتار را آزاد کردند، احزاب را آزاد کردند، به خیال این که این‌ها یک مردمی هستند… این‌ها خرابکارند، دیگر با این اشخاص نمی‌شود با ملایمت رفتار کرد… این‌ها یک جمعیت خرابکار هستند، یک جمعیت فاسد هستند. این‌ها را ما نمی‌توانیم که بگذاریم که هر کاری که دلشان می‌خواهد بکنند. حالا هم اعتراض کرده‌اند که خود شماها دارید این کارها را می‌کنید. نظیر آن‌ها که پریروز و چند روز پیش آن خرابکاری را کردند… خودشان ایجاد غائله می‌کنند بعد گردن مردم می‌گذارند… یک چنین مردمی هستند… با این‌ها باید با شدت رفتار کرد و با شدت رفتار می‌کنیم…

### کشتار قارنا (نقده)
کشتار قارنا در ۱۱ شهریور ۱۳۵۸ از سوی نیروهای مسلح جمهوری اسلامی ایران صورت گرفت.
شهر نقده در ابتدای انقلاب اسلامی درگیر درگیری‌های مسلحانه و قومی شد. با وقوع انقلاب برخی مراکز نظامی توسط حزب دموکرات کردستان تصرف شد. ابتدا برگزاری همایش تبلیغاتی و رژه مسلحانه حزب دموکرات کردستان در بخش ترک‌زبان شهر موجب درگیری مسلحانه و کشته شدن چندین نفر شد. این امر باعث ایجاد شکاف و درگیری‌های قومیتی دامنه‌داری میان کرد زبانان و ترک‌زبانان و نیروهای حکومتی در این شهر شد که جان چند صد نفر را گرفت.
بعد از انقلاب ۱۳۵۷، حزب دموکرات کردستان ایران خواهان به رسمیت شناخته شدن خودگردانی داخلی مناطق کردنشین شد. عبدالرحمان قاسملو دبیرکل حزب، خودمختاری را تجزیه ایران ندانسته و تأکید می‌کند که فقط خواستار خودمختاری در امور داخلی استان زیر نظر دولت مرکزی است. بلافاصله پس از انقلاب پادگان‌ها در مناطق کردنشین تصرف می‌شود که غنی بلوریان آن را با تأیید قاسملو دبیرکل حزب می‌داند و حزب دموکرات در کنار کومله و برخی از گروه‌های چپ‌گرا همچون پیکار و سازمان فدائیان خلق اقلیت فعالیت نظامی را آغاز می‌کنند. این وضعیت در نهایت به درگیری نظامی میان دولت و احزاب مذکور انجامید که از اواسط دهه شصت به صورت پراکنده ادامه داشت.
- روزنامه کیهان مورخ یکم تیر ۱۳۵۸ گزارشی در مورد تخلیه دسته جمعی بیش از سی روستای کرد زبان ناحیه سومای و برادوست بر اثر فشار فئودال‌ها و عوامل مسلح چاپ کرد. عبدالله ابریشمی در این باره در روزنامه کیهان می‌نویسد:

در آذربایجان غربی با کمک انحصارطلبان قدرت و با تحریک برادران ترک و شیعه علیه کردها در این خطه یک جو ضد کرد به وجود آورده‌اند که موجب فجایع نقده، قارنه، کانی ماسیده و… گردید. این فجایع بهانه مناسبی برای تبلیغات علیه انقلاب اسلامی به دست دشمنان داخلی و خارجی سپرد، و موجب بدبینی شدید کردها نسبت به حکومت شد.

### کشتار قالاتان (نقده)
کشتار قالاتان در تابستان سال ۱۳۵۸ توسط نیروهای حکومت ایران (در زمان رهبری روح‌الله خمینی بر ایران) در طی مبارزه با تجزیه طلبان کرد در روستای قالاتان به وقوع پیوست. طی این رویداد چندین تن از ساکنان روستا کشته شدند. مردم قتل‌عام شده در این روستا کُرد بودند.
شمار کشته‌شدگان این قتل‌عام به همراه کشته‌شدگان روستای قارنا که در نزدیکی نقده واقع‌اند ۵۶ نفر ذکر شده. قتل‌عام مردم این دو روستا به دست سپاه پاسداران، در ادبیات سیاسی اپوزیسیون کُرد به کشتار صبرا و شتیلا تشبیه می‌شود.

## نتیجه
شورش دو ساله احزاب کُردی در ایران توسط حکومت جمهوری اسلامی ایران سرکوب شد و حدود ۱۰٬۰۰۰ نفر از دو طرف در این شورش کشته شدند. از این تعداد ۱٬۲۰۰ نفر از آن‌ها زندانی سیاسی کُرد بودند و در آخرین مرحله از شورش، عمدتاً توسط جمهوری اسلامی ایران در ایران اعدام شدند. اختلاف شورشیان کُرد و حکومت ایران در سال ۱۳۶۸، طی ترور رهبر حزب دموکرات کردستان دوباره خروشان شد.

## پس از شورش
چند سال پس از خیزش احزاب کُرد نیز، از سال ۱۳۶۳ تا ۱۳۶۷ به مدت چهار سال جنگی مسلحانه میان کومله و حزب دموکرات کردستان رخ داد که موجب حملات متقابل مسلحانه، تلفات و تغییراتی در این دو حزب گردید.